# Abu Hudhayfa ibn al-Mughira
Abū Ḥudhayfa ibn al-Mughīra (in arabo أبو حذيفة بن المغيرة‎?; fl. VII secolo) è stato un Sahaba.

## Biografia
Fu patrono (Walī) di Yāsir ibn ʿĀmir al-ʿAnsī - che così ebbe la possibilità di fissare la propria residenza alla Mecca, di cui non era originario, essendo yemenita - di Sumayya bt. Khayyāṭ e del loro figlio ʿAmmār ibn Yāsir.